# Pëtr Sokolov
Pëtr Petrovič Sokolov (in russo Пётр Петрович Соколов?; trasl. angl. Pyotr Petrovich Sokolov; San Pietroburgo, 28 dicembre 1890 – Enköping, 11 maggio 1971) è stato un calciatore russo, di ruolo difensore.

## Carriera

### Club
Ha cominciato la sua carriera Udelnaya di San Pietroburgo (sua città di nascita) per poi passare all'Unitas, sempre a San Pietroburgo.

### Nazionale
È stato convocato per i giochi olimpici del 1912, disputando la prima storica partita della nazionale russa contro la Finlandia, proprio alle Olimpiadi.  Giocò anche la gara olimpica, valida per il torneo di consolazione, contro la Germania.
Giocò in tutto quattro gare con la nazionale, tutte nel 1912, senza mettere a segno reti.

## Statistiche

### Cronologia presenze e reti in Nazionale
| Cronologia completa delle presenze e delle reti in nazionale ― Russia | Cronologia completa delle presenze e delle reti in nazionale ― Russia | Cronologia completa delle presenze e delle reti in nazionale ― Russia | Cronologia completa delle presenze e delle reti in nazionale ― Russia | Cronologia completa delle presenze e delle reti in nazionale ― Russia | Cronologia completa delle presenze e delle reti in nazionale ― Russia | Cronologia completa delle presenze e delle reti in nazionale ― Russia | Cronologia completa delle presenze e delle reti in nazionale ― Russia |
| Data                                                                  | Città                                                                 | In casa                                                               | Risultato                                                             | Ospiti                                                                | Competizione                                                          | Reti                                                                  | Note                                                                  |
| --------------------------------------------------------------------- | --------------------------------------------------------------------- | --------------------------------------------------------------------- | --------------------------------------------------------------------- | --------------------------------------------------------------------- | --------------------------------------------------------------------- | --------------------------------------------------------------------- | --------------------------------------------------------------------- |
| 30-6-1912                                                             | Traneberg                                                             | Finlandia                                                             | 2 – 1                                                                 | Russia                                                                | Olimpiadi 1912                                                        | -                                                                     |                                                                       |
| 2-7-1912                                                              | Solna                                                                 | Germania                                                              | 16 – 0                                                                | Russia                                                                | Olimpiadi 1912                                                        | -                                                                     |                                                                       |
| 4-7-1912                                                              | Traneberg                                                             | Norvegia                                                              | 2 – 1                                                                 | Russia                                                                | Amichevole                                                            | -                                                                     |                                                                       |
| 14-7-1912                                                             | Mosca                                                                 | Russia                                                                | 0 – 12                                                                | Ungheria                                                              | Amichevole                                                            | -                                                                     |                                                                       |
| Totale                                                                |                                                                       | Presenze                                                              | 4                                                                     |                                                                       | Reti                                                                  | 0                                                                     |                                                                       |